# Giải Video âm nhạc của MTV cho Nghệ sĩ của năm
Giải Video âm nhạc của MTV cho Nghệ sĩ của năm là một trong những giải thưởng cao quý nhất của giải Video âm nhạc của MTV được trao hằng năm. Lần đầu được trao vào năm 2017, để thay thế cho các giải Video xuất sắc nhất của nam ca sĩ và Video xuất sắc nhất của nữ ca sĩ vì MTV muốn loại bỏ những giải thưởng cho giới tính.
Ed Sheeran là nghệ sĩ đầu tiên được trao giải. Ariana Grande là nghệ sĩ được đề cử nhiều nhất với 4 lần và đoạt giải vào năm 2019.

## Danh sách chiến thắng và đề cử
| Năm  | Chiến Thắng    | Đề Cử                                                                            | Nguồn |
| ---- | -------------- | -------------------------------------------------------------------------------- | ----- |
| 2017 | Ed Sheeran     | - Ariana Grande - Kendrick Lamar - Lorde - Bruno Mars - The Weeknd               | [ 2 ] |
| 2018 | Camila Cabello | - Cardi B - Drake - Ariana Grande - Post Malone - Bruno Mars                     | [ 3 ] |
| 2019 | Ariana Grande  | - Cardi B - Billie Eilish - Halsey - Jonas Brothers - Shawn Mendes               | [ 4 ] |
| 2020 | Lady Gaga      | - Justin Bieber - DaBaby - Megan Thee Stallion - Post Malone - The Weeknd        | [ 5 ] |
| 2021 | Justin Bieber  | - Doja Cat - Ariana Grande - Megan Thee Stallion - Olivia Rodrigo - Taylor Swift | [ 6 ] |
| 2021 | Bad Bunny      | - Drake - Ed Sheeran - Harry Styles - Jack Harlow - Lil Nas X - Lizzo            | [ 7 ] |
| 2021 | Taylor Swift   | - Beyoncé - Doja Cat - Karol G - Nicki Minaj - Shakira                           | [ 8 ] |